# Jarasława Paułowicz
Jarasława Anatoljeuna Paułowicz (biał. Яраслава Анатольеўна Паўловіч; ur. 2 listopada 1969 w Pińsku) – białoruska wioślarka.

## Osiągnięcia
- Mistrzostwa świata – Račice 1993 – ósemka – 5. miejsce[2].
- Mistrzostwa świata – Tampere 1995 – ósemka – 5. miejsce[2].
- Igrzyska olimpijskie – Atlanta 1996 – ósemka – 3. miejsce[2].
- Mistrzostwa świata – Aiguebelette-le-Lac 1998 – ósemka – 4. miejsce[2].
- Mistrzostwa świata – Poznań 2009 – ósemka – 8. miejsce[2].
- Mistrzostwa Europy – Brześć 2009 – ósemka – 2. miejsce[2].
- Mistrzostwa Europy – Montemor-o-Velho 2010 – ósemka – 6. miejsce[2].